# Interes
Interes  (iz latinskog jezika : inter "između", "u sredini" i es  "biti") označava kognitivno polaganje pažnje, koju jedna osoba posvećuje nekoj stvari, objektu ili drugoj osobi. 
Što je veće zanimanje, to je jači interes za tu stvar.
Suprotnost pojma je dezinteres, ili u još jačem obliku (ponekad patološka) apatija. 

## Politički interesi
Organizirani interesi su dio političkih zbivanja. Nailazimo ih svakodnevno u raznim oblicima i oni vrše značajan utjecaj na naše percepcije i političke stavove o različitim područjima politike. 